# Лягушатник (картина Ренуара)
«Лягушатник» (фр. La Grenouillère) — одна из трёх одноимённых картин французского художника Пьера Огюста Ренуара, написанных в 1869 году.

## Название
«Лягушатник» представлял собой кафе на воде и окружавшую его местность на берегу Сены рядом с железнодорожной станцией «Мост Шату» в районе между Шату (фр. Chatou) и Буживалем к северо-западу от Парижа. Кафе размещалось на пришвартованном к берегу Сены понтоне, стоявшем в небольшом рукаве реки и соединявшемся с островом переходным мостиком, перекинутым через крохотный островок. В этом месте на Сене была целая группа островов, куда парижане приезжали на отдых. Эти места подробно описаны братьями Гонкурами («Манетт Саломон»), Эмилем Золя и Мопассаном («Подруга Поля»).
«Лягушатник» получил своё название благодаря тому, что здесь в большом количестве собирались девицы лёгкого поведения, так называемые «лягушки»; «то не были настоящие проститутки, а скорее род эмансипированных девиц, характерных для парижских нравов того времени. Они легко меняли любовников, позволяли себе приходящие в голову прихоти — мгновенно переходили из богатого особняка на Елисейских полях в какую-нибудь мансарду Батиньоля. Они играли большую роль в годы, которые предшествовали и непосредственно следовали за падением Империи. Им мы обязаны воспоминаниями о блестящем, остроумном и весёлом Париже. Многие из них были добровольными натурщицами Ренуара. По его отзыву, „лягушки“ на поверку нередко оказывались милейшими девицами».

## «Лягушатники» Огюста Ренуара и Клода Моне

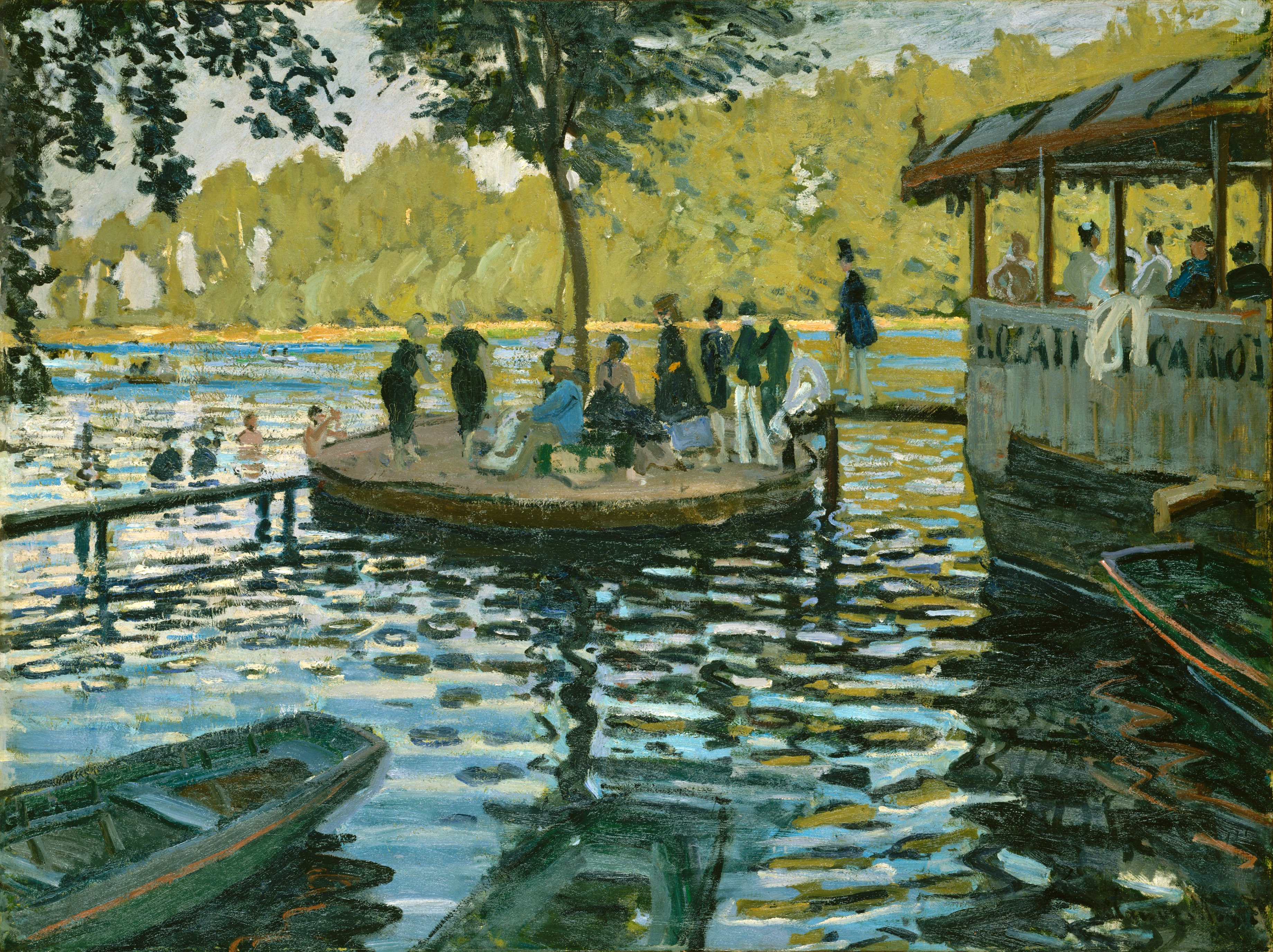
Клод Моне. «Лягушатник», 1869. Холст, масло, 74,6 х 99,7 см. Метрополитен-музей

В августе 1869 года друзья и единомышленники Ренуар и Моне работали здесь бок о бок, используя идентичные сюжеты и близкую стилистику. Оба художника написали картины, очень сходные по изображённой ситуации: на каждой из них запечатлена группа посетителей «Лягушатника» под деревом на круглой площадке островка, с лодками на переднем плане, причём кафе с островком показаны практически с единой точки. Однако если Моне в этой картине больше заинтересован пространством и красками пейзажа, то Ренуар увлечён изображением жанровой сцены общения горожан «на лоне природы».
На картине Моне группа посетителей на островке отдалена и второстепенна, повышенную активность приобретают эффект ряби на обширной водной глади и контраст голубых бликов переднего плана с золотистой полосой деревьев дальнего плана. Ренуар выбирает для своей работы несколько меньший по размерам холст, немного поднимает линию горизонта, закрывая небо, придвигает островок на средний план, парусником и ниспадающими ветвями дерева заслоняет дали, ослабляя пространственный эффект. При этом он с большим разнообразием и тщательностью прописывает группу посетителей, которая становится центром композиции, чему способствует и меньшая контрастность колорита.

## Другие картины Ренуара, изображающие «Лягушатник»

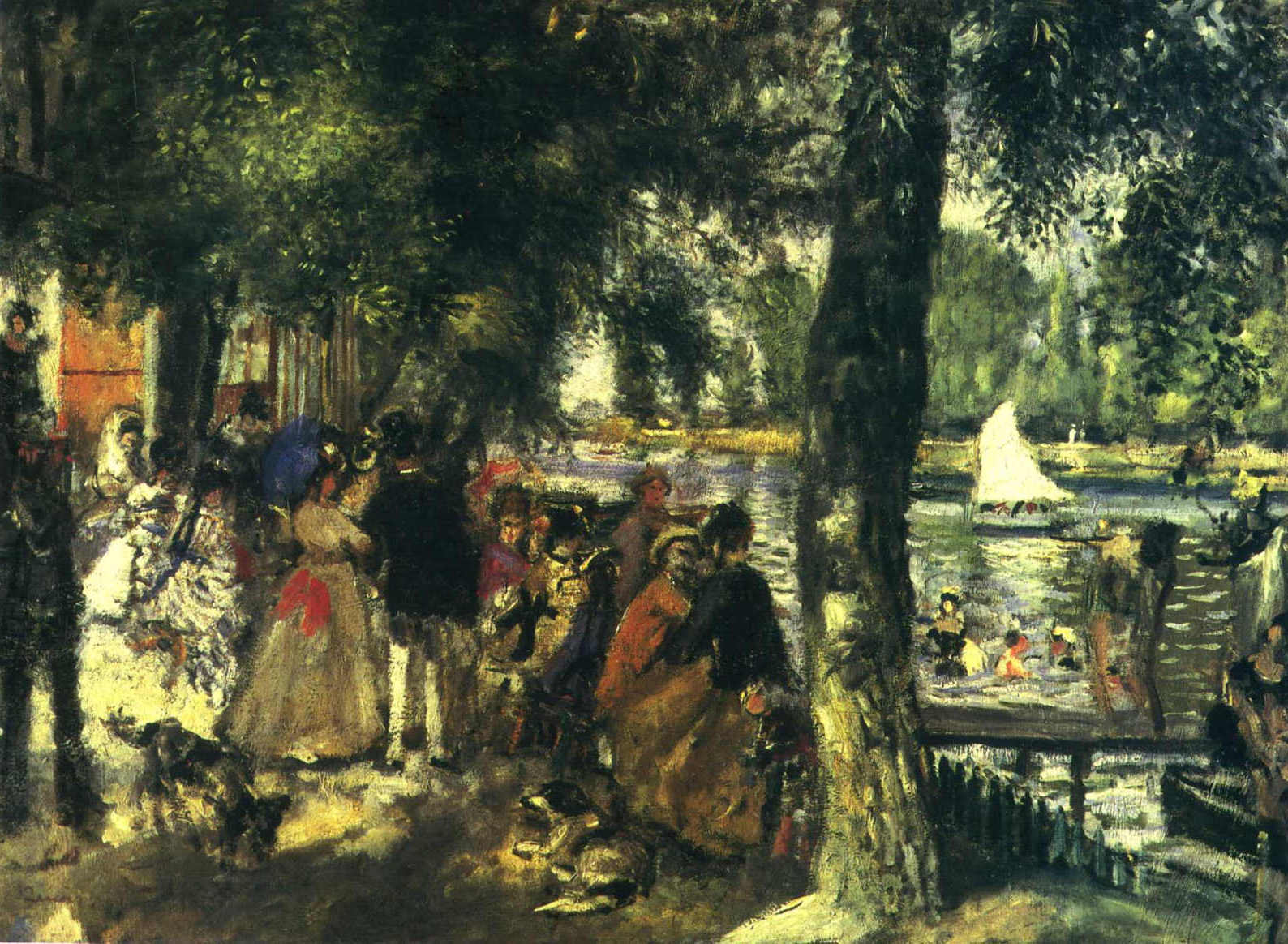
Ренуар. «Лягушатник», 1869. ГМИИ им. А. С. Пушкина
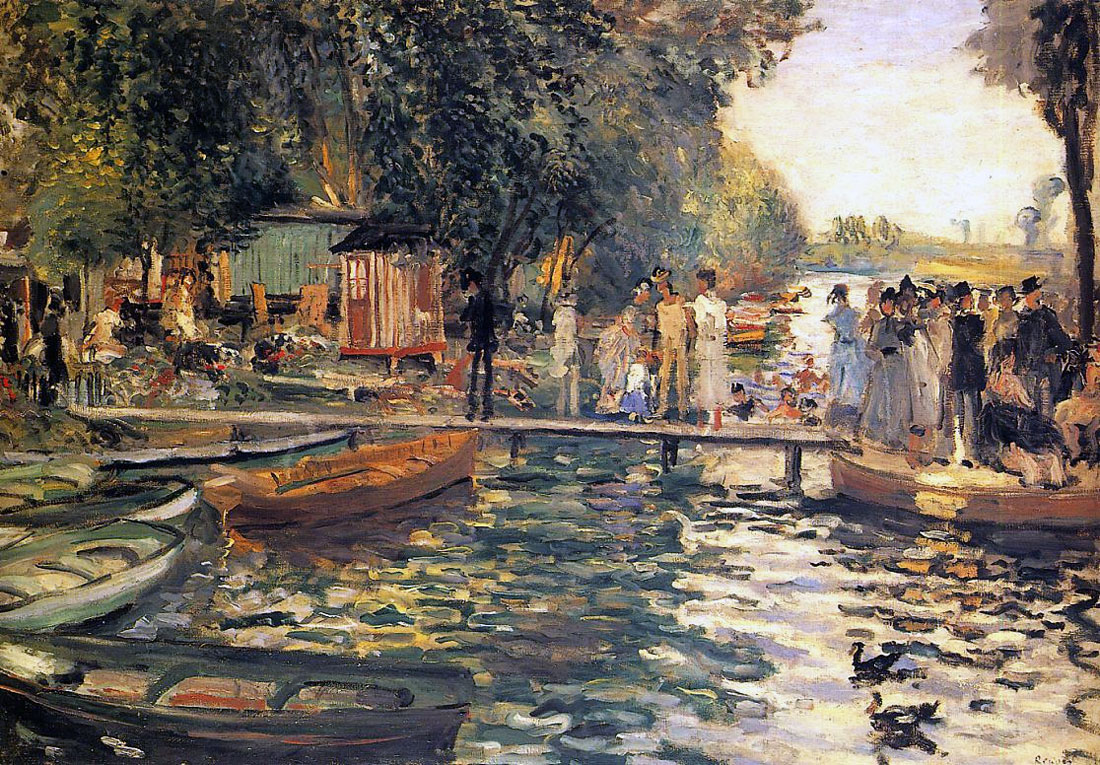
Ренуар. «Лягушатник», 1869. Музей Оскара Райнхарта (Швейцария)